# François Dordilly
François Henri Dordilly, né le 8 juillet 1896 à Roanne (Loire) et mort le 28 mai 1990 à Ville-d'Avray (Hauts-de-Seine), était un aviateur français. En 1926, avec Lucien Girier, il a battu le record du monde de distance en ligne droite, lors d'un vol entre Paris et Omsk (Sibérie).

## Biographie
Pendant la Première Guerre mondiale, l'étudiant François Dordilly s'engage à 20 ans en 1916 pour la durée de la guerre. Dans un premier temps, il est aspirant dans l'artillerie puis passe dans l'aéronautique militaire comme observateur en novembre 1916. 
Le sous-lieutenant Dordilly vole au sein de l'escadrille AR 58 (qui a comme emblème un coq noir avec une patte levée sur fond jaune) sur le biplan biplace d'observation Dorand AR1 avec son camarade le sous-lieutenant Léon Thouzellier (pilote). Le 16 septembre 1917, ils sont trois appareils français de l'escadrille et sont attaqués par 5 avions allemands. L'équipage est le seul à se sortir indemne du combat ; il permet, en tirant sur l'ennemi, de permettre au 2ème avion, de rejoindre sa base avec l'observateur blessé. L'autre biplace s'est écrasé, les deux aviateurs sont tués ; l'équipage Thouzellier - Dordilly réussit même sans doute à abattre un avion allemand.
Après le conflit, Il obtient son brevet de pilote. Il poursuit son parcours au sein de l'aéronautique militaire qui deviendra l'Armée de l'air, officiellement créée par la loi du 2 juillet 1934. Il aura diverses affectations dans des escadres en France ou à l'étranger puis en état-major. 
Il obtiendra en juin 1926 le record mondial de distance, pour un vol entre Paris et Omsk (en Russie) en parcourant plus 4.700 km en 22 heures sur Breguet 19. En septembre 1939, il est lieutenant-colonel et commandant de la chasse de nuit sur la région parisienne.

## Distinctions
- Officier de la Légion d'honneur (28 décembre 1934) ; chevalier du 28 décembre 1924 ;
- Croix de guerre 1914–1918 (1 citation à l'ordre de l'armée, 1 à l'ordre de la division, 1 à l'ordre du corps d'armée).